# 삼광중학교 (전남)
삼광중학교(三光中學校)는 대한민국 전라남도 보성군 벌교읍 장좌리에 있는 사립 중학교이다.

## 학교 연혁
- 1960년 2월 8일 : 신앙교육의 목적아래 학교 설립위원회 구성
- 1960년 4월 6일 : 118명으로 고등공민학교 개교, 초대 교장 이관영 선생 취임
- 1967년 8월 25일 : 초대 정병태 이사장 위임
- 1967년 11월 29일 : 삼광중학교 문교부 인가
- 1971년 1월 15일 : 벌교읍 장좌리 현 위치 신축 교사로 이전
- 2021년 1월 2일 : 삼광학원 박용혜 이사장 취임
- 2023년 1월 6일 : 제53회 졸업생 21명 배출(통합 59회 6,020명)
- 2023년 3월 1일 : 제9대 신순옥 교장 취임

## 참고 자료
- 삼광중학교 - 한국교육학술정보원 학교알리미